# Wheatland (Wyoming)
Wheatland város az USA Wyoming államában, Platte megyében, melynek megyeszékhelye is. Lakosainak száma 3588 fő (2020. április 1.).

## Népesség
A település népességének változása:

| 2010 | 3 627 |
| 2020 | 3 588 |